# Monts Loma
Les monts Loma sont un massif montagneux situé entre la Sierra Leone et la Guinée, en Afrique de l'Ouest. Leur point culminant est le Loma Mansa avec 1 948 mètres d'altitude.